# 黄脉天蛾属
黄脉天蛾属（学名：Amorpha）为天蛾科的一个属。

## 下属物种
本属包括以下物种：
- Amorpha juglandis Smith, 1797
- Amorpha modesta Clemens, 1859
- 黄带黄脉天蛾 Amorpha recta Fang